# Demodex cyonis
Demodex cyonis — вид тромбідіформних кліщів родини Demodicidae. Вперше описаний у 2018 році зі зразка вушної сірки, який дістали у собаки хворої на зовнішній отит у 2010 році у префектурі Сайтама на сході Японії.